# 閉經
闭经是指生育年龄女性无月经或月经停止。青春期前、妊娠期、哺乳期及绝经期的月经不来潮不属于闭经。

## 划分
根据既往有无月经，分为：原发性闭经、继发性闭经。
- 原发性闭经：年龄超过18岁（另一说为16岁），月经尚未来潮。
- 继发性闭经：正常月经周期建立后月经停止≥6个月，或停经≥3个自身月经周期者。

## 中医
中医学上称经闭、不月。分虚实两类：
- 虚症多由心脾亏损、经血衰少所致，常见面色萎黄、头晕心悸、食欲不振等，治疗宜补益心脾、养血通经。
- 实症多由气郁血瘀所致，常见小腹胀痛、胸胁胀满、精神抑郁、舌有瘀点等，治疗宜活血化瘀、解穴通经。